# Prefettura di Al Ismaïlia
La prefettura di Al Ismaïlia è stata, dal 1991 al 2003 una delle prefetture del Marocco. 
È stata in seguito unita alla prefettura di Meknès-El Menzeh per formare la nuova prefettura di Meknès.